# Каркаци
Каркаци (дарг. Къяркъяцимахьи) — село Дахадаевского района Дагестана. Входит в Ураринский сельсовет.

## География
Село находится на высоте 1456 м над уровнем моря. Ближайшие населённые пункты — Урари, Бутулта, Аяцури, Дуакар, Сумия, Куркимахи, Мукракари, Мусклимахи, Туракаримахи, Урхнища.

## Население
| 1895 | 1926 | 1939 | 1970 | 1989 | 2002 | 2010 |
| ---- | ---- | ---- | ---- | ---- | ---- | ---- |
| 50   | ↗53  | ↘49  | ↗55  | ↗70  | ↗80  | ↘70  |
| 2021 |      |      |      |      |      |      |
| ↗76  |      |      |      |      |      |      |

## Этимология
Название произошло от даргинского слова къаркъа, что означает «камень».